# Lars Andersson (organist)
Lars Andersson, född i Linköping, död omkring 1659, var domkyrkoorganist i Uppsala församling 1637–1639 och i Linköpings församling 1640–1649. Han var även rådman i Linköpings stad.

## Biografi
Andersson vikarierade troligtvis från 1629 som organist i Linköpings domkyrka. År 1637 blev han organist i Uppsala församling och stannade där till 1639. År 1640 blev han domkyrkoorganist i Linköpings församling och stannade där till 1649. År 1646 blev han även rådman i Linköpings stad.